# Municipio de Arcadia (Nebraska)
El municipio de Arcadia (en inglés: Arcadia Township) es un municipio ubicado en el condado de Valley en el estado estadounidense de Nebraska. En el año 2010 tenía una población de 397 habitantes y una densidad poblacional de 4,27 personas por km².

## Geografía
El municipio de Arcadia se encuentra ubicado en las coordenadas 41°26′17″N 99°9′16″O / 41.43806, -99.15444. Según la Oficina del Censo de los Estados Unidos, el municipio tiene una superficie total de 92.93 km², de la cual 92,89 km² corresponden a tierra firme y (0,04 %) 0,04 km² es agua.

## Demografía
Según el censo de 2010, había 397 personas residiendo en el municipio de Arcadia. La densidad de población era de 4,27 hab./km². De los 397 habitantes, el municipio de Arcadia estaba compuesto por el 98,99 % blancos, el 0,25 % eran amerindios, el 0,25 % eran asiáticos y el 0,5 % eran de una mezcla de razas. Del total de la población el 2,27 % eran hispanos o latinos de cualquier raza.